# Far din väg, du onda värld
Far din väg, du onda värld är en gammal psalm i fem verser skriven av Johann Qvirsfeld med översättning från tyska av Andreas Petri Amnelius. Senare bearbetad av Jesper Swedberg  och  Johan Olof Wallin.
Qvirsfelds text först publicerad i den tyska versionen af Qwirsfelds Örtegårdssellskap. Amnelius inledning lyder, enligt Högmarck (1736), Haf god dag tu arga werld.
Psalmen inleds 1695, efter Swedbergs bearbetning, med orden:
Far tin wägh tu arga werld
Som så far medh syndens flärd
Melodin är enligt Koralbok för Nya psalmer, 1921 (tillägget till 1819 års psalmbok) en tonsättning efter Lindegrens koralbok.
|  |
|  |

## Publicerad som
- Nr 271 i 1695 års psalmbok under rubriken "Om Werldens Wäsende, Fåfängelighet och Föracht".
- Nr 456 i 1819 års psalmbok under rubriken "Med avseende på de yttersta tingen: Längtan till det himmelska och eviga vid betraktandet av världens fåfänglighet och onda väsende".